# Ìfé
Pour les articles homonymes, voir Ife.
Pour plus de détails, voir Fiche technique et Distribution.
Ìfé (Amour en yoruba) est un film nigérian réalisé par Uyaiedu Ikpe-Etim, sorti en 2020. Il a été présenté comme le premier film « pro-lesbien » au Nigeria.

## Synopsis
Deux femmes, Ife et Adaora, tombent amoureuses après avoir passé trois jours ensemble. Elles doivent affronter les jugements et les réactions violentes de la part de la société et de leur entourage.

## Fiche technique
- Réalisation : Uyaiedu Ikpe-Etim
- Scénario :
- Photographie : Oluseyi Asurf Amuwa
- Montage :
- Musique :
- Producteurs : Pamela Adie
- Société de production : Equality Hub Production
- Sociétés de distribution :
- Langues : anglais, yoruba
- Format : Couleur
- Genre : Romance
- Durée : 38 minutes
- Dates de sortie : 2020

## Distribution
- Cindy Amadi : Ife
- Uzoamaka Aniunoh : Adaora

## Projet du film
Au Nigeria, les relations homosexuelles sont punissables de quatorze ans de prison. La productrice, la militante LGBT Pamela Adie, avait le projet de montrer des personnes LGBT non plus seulement comme des victimes mais comme des êtres humains comme les autres. 

« L'idée était de montrer que nous sommes des gens normaux qui tombent amoureux, qui ont le cœur brisé, qui brisent le cœur, qui ont des problèmes et qui les surmontent. Nous avions aussi pour but d'accroître la visibilité de la communauté, de raconter aussi l'histoire lesbienne et d'encourager l'acceptation sociale. »

Elle ajoute : 

« On nous a représentés comme des gens qu'il fallait craindre, guérir, soigner, etc. et il est temps que ça change. Nous reprenons les choses en main et nous racontons nos histoires nous-mêmes. Nous voulions montrer aux Nigérians un petite partie de nos réalités vécues et ce que cela veut dire d'être lesbienne au Nigeria. »

La réalisatrice déclare de même : 

« Je voulais créer quelque chose qui rendrait leur dignité aux personnes LGBT+ du Nigeria. Quelque chose dont ils pourraient être fiers. Je voulais qu'ils se voient représentés comme des humains normaux qui tombent amoureux, […] qui aiment leur famille, etc. Des gens normaux qui existent, qui ont leur importance et qui méritent qu'on raconte leurs histoires. Ce qui nous disons en résumé avec ce film, c'est : « nous sommes queer, nous sommes ici et nous sommes fiers ». »

## Sortie du film
En raison de son sujet, le film courait le risque d'être censuré par le National Film and Video Censors Board (NFVCB). Il est donc sorti en ligne et non au cinéma.